# Triplectides viviparus
Triplectides viviparus är en nattsländeart som först beskrevs av Wood-mason 1890.  Triplectides viviparus ingår i släktet Triplectides och familjen långhornssländor. Inga underarter finns listade i Catalogue of Life.